# Molopopterus ni
Molopopterus ni är en insektsart som beskrevs av Irena Dworakowska 1973. Molopopterus ni ingår i släktet Molopopterus och familjen dvärgstritar. Inga underarter finns listade i Catalogue of Life.